# Mario Conti
Mario Joseph Conti (20. března 1934, Elgin, Skotsko – 8. listopadu 2022) byl skotský katolický kněz a biskup, v letech 2002–2012 arcibiskup glasgowský.
Biskup Conti byl také komturem s hvězdou Řádu Božího hrobu a velkopřevorem jeho místodržitelství ve Skotsku.